# Karl-Heinz Miersch
Karl-Heinz Miersch (* 23. November 1947 in Dresden) ist ein ehemaliger deutscher Radrennfahrer.

## Sportliche Laufbahn
Miersch begann 1962 bei der SG Dynamo Dresden-Nord mit dem Radsport. In den Jugendklassen stand er bei den DDR-Meisterschaften mehrmals auf dem Podium. Mit dem Übergang in die Leistungsklasse wurde er zum SC Dynamo Berlin delegiert.
1968 konnte er auf Anhieb Vize-Meister im Straßenrennen hinter Bernd Patzig werden. Ein Jahr später wurde er in die Nationalmannschaft zur Algerien-Rundfahrt berufen und belegte dort den zweiten Platz hinter Gösta Pettersson. Mit seinem Club wurde er Zweiter im Mannschaftszeitfahren bei den DDR-Meisterschaften. 
1970 gewann er das Rennen Berlin–Leipzig. Die Polen-Rundfahrt 1970 beendete er auf Platz 17, wobei er zwei Etappensiege erringen konnte. Beim traditionsreichen Rennen Rund um die Hainleite wurde er beim Sieg von Dieter Grabe Dritter.
1971 belegte er bei seinem einzigen Start in der Internationalen Friedensfahrt den 22. Rang im Endklassement.

## Familiäres
Sein jüngerer Bruder Wolfgang Miersch war ebenfalls Radrennfahrer im Verein SC Dynamo Berlin.